# A Texas Steer (film 1915)
A Texas Steer è un film muto del 1915 diretto da Giles Warren.

## Trama
Spinto dalla moglie e dalla figlia, Maverick Brander, un barone dell'allevamento del bestiame, si presenta candidato alle elezioni. Eletto membro del Congresso, si ritrova a Washington dove viene sbeffeggiato per i suoi modi rozzi e poco eleganti.

## Produzione
Il film fu prodotto dalla Selig Polyscope Company.

## Distribuzione
Distribuito dalla V-L-S-E, il film uscì nelle sale cinematografiche statunitensi il 26 luglio 1915.